# لی هیون ووک
لی هیون ووک (کره‌ای: 이현욱؛ زادهٔ ۱۷ ژوئن ۱۹۸۵) بازیگر اهل کره جنوبی است. او به خاطر ایفای نقش در غریبه‌هایی از جهنم و او هرگز نخواهد فهمید شناخته می‌شود.

## فیلم‌شناسی

### فیلم
| سال  | عنوان          | نقش          | توضیحات      | منابع |
| ---- | -------------- | ------------ | ------------ | ----- |
| ۲۰۰۰ | بازگشت به میهن |              | فیلم کوتاه   | [ ۱ ] |
| ۲۰۰۸ | شتر            | کانگ سوک     | فیلم کوتاه   | [ ۱ ] |
| ۲۰۱۰ | خار دل         | مرد          | فیلم کوتاه   | [ ۱ ] |
| ۲۰۱۱ | اوت باکسر      | سانگ کیو     | فیلم کوتاه   | [ ۱ ] |
| ۲۰۱۴ | هدف            | جو سانگ وو   |              | [ ۲ ] |
| ۲۰۱۶ | فردا نه        | سوک هون      |              | [ ۳ ] |
| ۲۰۲۰ | باغ‌وحش مخفی    | مین چول هیون | حضور افتخاری | [ ۴ ] |
| ۲۰۲۰ | #زنده          | لی سانگ چول  |              | [ ۵ ] |